# Comunanza
Comunanza – miejscowość i gmina we Włoszech, w regionie Marche, w prowincji Ascoli Piceno.
Według danych na styczeń 2009 gminę zamieszkiwało 3329 osób przy gęstości zaludnienia 61,6 os./1 km².